# هال فاولر
هال فاولر (انگلیسی: Hal Fowler; ۱۲ ژانویهٔ ۱۹۲۷ – ۷ نوامبر ۲۰۰۰) بازیکن پوکر اهل ایالات متحده آمریکا بود.